# Bernardo II de Bigorre

Armas dos Condes de Bigorre

Bernardo II de Bigorre (1014 - 1077) foi conde de Bigorre de 1038 até 1077.

## Relações familiares
Foi filho de Bernardo I Rogério de Foix (981 - 1036) conde de Foix e de Garsenda de Bigorre (986 -?) condessa de Bigorre e filha de Garcia Arnaldo de Bigorre e de Ricarda condessa de Bigorre.
Casou com Clemência (? - 1062) de quem teve:
1. Raimundo II de Bigorre (? - 1080), conde de Bigorre.
2. Clemência de Bigorre (? - c. 1065) casou em 1055 com Armengol III de Urgel, conde de Urgel e filho de Armengol II de Urgel (1009 - Jerusalém, 1038) Constânça Velasquita de Besalu (1009 -?) e de .
3. Beatriz I de Bigorre (? - 1095), condessa de Bigorre, casada em 1079 com Centulle V de Béarn, visconde de Béarn.

Fora do casamento teve:
1. Étiennette de Bigorre, casada com Guilherme I de Borgonha, conde de Borgonha.
2. Ermensinde de Bigorre, casada com Guilherme VII Aigret, Duque da Aquitania e conde de Poitiers. Deste casamento veio a nascer Clemência esposa de Conrado I do Luxemburgo.

Depois de viúvo Bernardo II volta-se a casar no fim de 1063 com Etiennette Douce de Marselha, filha de Guilherme I de Marselha, visconde de Marselha e de Etiennette de Baux, sendo esta já viúva de Geoffroy I da Provença, conde de Provença.